# René Quinton
René Quinton va néixer el 15 de desembre de 1866 en la ciutat de Chaumes-en-Brie i va morir el 9 de juliol de 1925 a Grasse, va ser un científic, fisiòleg i biòleg francès. Autodidacta, va elaborar una teoria sobre l'origen i la naturalesa marina dels organismes vius. Els seus treballs van tenir en la seva època repercursiones considerables en els dominis científics, terapèutics i filosòfics i se'l va considerar com un dels referents de la medicina de principis del segle xx.

## Biografia
René Quinton va néixer el 15 de desembre de 1866 en Chaumes-en-Brie, fill de Marie Amyot i de Paul Quinton, metge del municipi de Chaumes. Va estudiar Batxillerat a l'institut Chaptal de París. El seu pare desitjava que fos enginyer o doctor en medicina (ell mateix pertanyia a una nissaga de metges). Finalment, René Quinton va preferir consagrar-se a la literatura. Va escriure durant llargs anys novel·les i obres de teatre, amb Gustave Flaubert per model. Als 22 anys, emprèn viatges pels països mediterranis i estudia Geologia, Paleontologia i Biologia, al Museu Nacional d'Història Natural.
El 1895, a l'edat de 29 anys, René Quinton emet, després de l'observació d'un escurçó, una primera teoria sobre la temperatura dels organismes vius, que es convertirà en la llei de constància tèrmica. El seu mètode rigorós de recerca porta a molts científics a un interès per les seves hipòtesis. Étienne-Jules Marey, president de l'Acadèmia de Ciències de França, s'apassiona pels seus treballs i li obre les portes del seu laboratori i via lliure per l'experimentació. L'interès d'aquest famós i respectat científic li aporten la consideració i credibilitat que la seva joventut i el seu camí autodidacta li neguen; Quinton li dedica alguns anys després la seva obra de referència "L'aigua del mar, medi orgànic".
Quinton esdevé deixeble de biologia prenent el concepte de "medi intern", elaborat alguns decennis abans per Claude Bernard i el rebateja com a «medi vital». Suggereix la hipòtesi que el líquid en què es banyen les cèl·lules és idèntic al líquid marí original. Aquesta teoria, sens dubte la més important de la seva obra, es veurà confirmada per una sèrie d'experiències i tindrà en la seva època un impacte terapèutic, filosòfic i polític considerable. En una època en què es pensava que només una petita quantitat d'àtoms componien la matería viva, Quinton afirma que l'aigua del mar conté tots els elements i és pioner en donar importància a aquests elements presents en quantitat mínima en el cos, els oligoelements. Quinton elabora una tercera llei, de constància osmòtica, que tradueix la tendència de la matèria viva a preservar l'aigua de mar dels orígens, i emet la hipòtesi d'una quarta llei, de constància lumínica, que traduiria la capacitat dels organismes fosforescents a produir llum per mantenir l'alta activitat cel·lular de certes espècies.
El 1897, el tractament marí va començar en nombrosos hospitals parisencs. El 26 de març de 1907, Quinton obre a París el primer «dispensari marí». El seu èxit (300 injeccions per dia) condueix a la creació d'altres dispensaris, a París i aviat en nombroses ciutats de França i de l'estranger. La princesa Elena, germana del rei Eduard VII del Regne Unit, va a visitar i observar el treball efectuat al dispensari per tal de dirigir en persona el dispensari que ella vol crear a Londres.
René Quinton és llavors cèlebre i popular a tot França, i fora de les seves fronteres. Els seus treballs es mostren i discuteixen en diversos camps, inclosa la política (l'esquerra i la dreta per trobar una justificació ideològica) i en filosofia (en el camp de l'evolucionisme les teories del científic ofereixen una nova perspectiva que troba l'hostilitat dels darwinistes).
Paral·lelament als seus treballs en biologia, l'investigador es va apassionar per l'aeronàutica, un camp en el qual també va ser pioner. Va fundar i va presidir la Lliga nacional aèria, que reunia a personalitats com Henri Deutsch de la Meurthe, Paul Painlevé o fins i tot Ernest Archdeacon. La seva passió el va conduir a sensibilitzar l'opinió pública i convertir industrials i polítics al somni de l'aviació. La lliga va crear la primera escola de vol en el món a Juvisy-sur-Orge, dirigida per Ferdinand Ferber.

El 1914, René Quinton té 48 anys. Encara que està lliure de qualsevol obligació militar, el seu patriotisme el porta a allistar-se a l'artilleria en el mes d'agost. Durant quatre anys, deixa de banda la seva obra. Ferit diverses vegades, les seves gestes li valen els elogis del Mariscal Ferdinand Foch: 
| « | «Oficial de la més rara intrepidesa de qui és impossible enumerar els actes de valentia ... Ha demostrat ser un comandant excel·lent, amb la major autoritat i sabent obtenir del seu personal el màxim rendiment ». | » |

René Quinton mor el 9 de juliol de 1925 a Grasse, a l'edat de 58 anys, d'una parada cardíaca. Al seu funeral acudeixen nombrosos desconeguts que es barregen amb personalitats del món científic, polític i literari.
L'obra de René Quinton, amb un èxit enlluernador en vida, ràpidament ha caigut en una relativa foscor. El seu mètode terapèutic continua sent una pràctica generalitzada a França i l'estranger, en el context de medicaments denominats «no convencionals».

## Obra
René Quinton va esbossar la primera de les seves teories de la constància en despertar a la serp de la seva letargia a la sala d'estar de casa seva. La serp ràpidament va recuperar la seva activitat a conseqüència de la calor ambiental. El científic va tenir la idea que ha d'haver-hi una temperatura òptima a la qual l'activitat de les cèl·lules vitals pot expressar-se al màxim. Desenvolupant aquesta idea a través de la investigació, s'adona que els rèptils han aparegut en un moment en què la temperatura global va ser alta i constant. Planteja llavors la hipòtesi que amb el refredament progressiu de la Terra des dels seus pols, nous animals han desenvolupat un poder calorífic que pot augmentar i regular la temperatura del cos a aquestes noves condicions ambientals més hostils.
Els seus experiments mostren que per a qualsevol tipus de cèl·lula animal, la vida no és possible a temperatures superiors a 44 ° o 45 °. Per tant, ha sostingut que la vida animal no va aparèixer en els mars fins que la seva temperatura va baixar a aquell nivell. Va assenyalar a més que aquesta temperatura és on qualsevol tipus de cèl·lula animal veu arribar la seva activitat òptima (incloent aquest organismes animals la temperatura és més baixa). Finalment, va assenyalar la correlació entre la temperatura i la filogènia dels organismes animals: els més recents són les que tenen temperatures properes a 44 ° de l'òptima. A través dels anys, noves espècies es creen a partir de les antigues, capaços, per combustió, d'augmentar significativament la seva temperatura per lluitar contra el refredament del medi ambient.
«L'observació de temperatures específiques mostrarà que les espècies escalonen seu ordre d'aparició, les més antigues apareixen (Monotremata, marsupials, desdentats, etc.), A temperatures molt baixes [exemple: Ornitorrinc (Monotremata), 25 °; Echidna (Monotremata), 30,7 °; Didelfimorf (marsupial), 33 °; Ai (desdentat), 31 °; Tatou (desdentat), 34 °, etc.], - Les espècies més recents, a temperatura específica i més elevada [mamífers de gairebé tot tipus, però amb un hàbitat limitat a les regions càlides de la Terra, temperatura específica 33 ° a 37 °; exemples: Hipopòtam, 35,3 °; Ratpenat, 35,5 °; Elefant, 35,9 °, etc. - Primers ocells, rates, 37 °; - Primats: Home, 37,2 °], - els últims apareguts a les temperatures específiques més altes, i alhora l'hàbitat més fred, mamífers carnívors i remugants, 39 a 41 °; ocells carinatas, 40 a 44 °]. »
El 1897, al laboratori de fisiologia patològica d'Etienne-Jules Marey, a l'Acadèmia de França, Quinton busca confirmar experimentalment la seva teoria. Volent substituir el medi intern d'un gos per aigua de mar isotònica (concentració de sal dels suposats orígens). Al gos de 10 kg se li extreuen 485 g de sang (tota) sense precaucions d'asèpsia. El reflex corneal va desaparèixer immediatament. Es reemplaça per una injecció de 532 cc d'aigua de mar isotònica a 23 °C, es fa en 11 minuts. L'animal presenta un abatiment considerable. La taxa de glòbuls vermells cau més de la meitat i la d'hemoglobina de més d'un terç. Tres dies després del sagnat, l'animal té una tristesa i un abatiment extrem, l'estat sembla greu, amb febre. Al quart dia, la taxa de glòbuls vermells, de glòbuls blancs i d'hemoglobina remunten considerablement, l'animal comença a menjar. La recuperació és ràpida. El vuitè dia, l'animal està pletòric. Aquest excés de vivacitat s'accentua encara més en els dies següents. El gos, batejat Sodium, va viure encara cinc anys després de l'experiència abans de morir per accident.
André Mahé subratlla que la «sobre vitalitat», sempre manifestada en les experiències del mateix tipus, fa pensar que l'organisme troba en l'aigua de mar una aportació vital superior al medi interior que s'ha pres.
Una altra experiència de Quinton va consistir a injectar directament aigua de mar en l'organisme i veure com aquest generava una aportació excessiva. El biòleg injecta també al llarg de 12 hores 6,6 kg d'aigua de mar a un gos de 10 kg. Els ronyons han filtrat sense cap problema un volum d'aigua 60 vegades superior a l'habitual (10 kg d'orina en 12 hores). Aquesta experiència va ser repetida pel doctor Hallion, membre de l'Acadèmia de medicina, qui administra en 11 h 40, 10,4 kg d'aigua de mar a un gos de 10 kg (és a dir 104% de seu pes). L'experiment es duu a terme sense cap problema i el gos exhibeix l'endemà un comportament «notablement viu i alegre». Quinton busca a continuació injectar brutalment (en 90 minuts) 3,5 kg d'aigua de mar a un gos de 5 kg. L'animal presenta llavors trastorns funcionals, alentiment cardíaca, abolició del reflex corneal. Però, a l'onzè dia, l'animal restableix per si mateix i presenta la mateixa alegria i exuberància constatades en les experiències precedents.
Per acabar de provar experimentalment la seva teoria marina, René Quinton busca comprovar la supervivència d'un glòbul blanc en el medi marí. Aquesta cèl·lula, considerada fràgil, no sobreviu en cap mitjà artificial: els líquids de l'organisme són els únics capaços de mantenir-la amb vida. Ell va constatar que diluint els glòbuls blancs de nombrosos organismes animals en l'aigua del mar, el conjunt d'aquestes cèl·lules presenta tots els signes de vida normal en el líquid marí.
Quinton ha demostrat que les espècies més recents en l'escala de l'evolució i les que presentaven una activitat cel·lular més intensa eren aquelles que la constitució i condicions tèrmiques del medi interior eren més properes a les de l'aigua del mar. Hi ha però una diferència important: l'aigua de mar; El medi interior de l'ocell presenta una concentració de 7,2 g de clorur de sodi per 1000, mentre que l'aigua del mar actual presenta una concentració de 33 g per 1000. Quinton creia que la vida animal va aparèixer quan el mar presentava una concentració de 7 a 8 g per 1000. Avui dia, ningú es permet afirmar científicament que la concentració salina del mar hagi augmentat durant aquests 600 últims milions d'anys.

### Llei general de la constància
La Llei General de la constància, que és una síntesi de les tres lleis que la precedeixen (les lleis de la constància tèrmica, marina i osmòtica) s'enuncia així per René Quinton:
| « | «Davant dels canvis de tota mena que ha pogut suportar la vida animal al llarg dels segles, l'estat de cèl·lula va sorgir en unes condicions físiques i químiques determinades, i aquestes condicions dels orígens tendeixen a conservar-se, pel seu òptim funcionament cel·lular, a través de la sèrie zoològica. » | » |

## Importància filosòfica
L'essencial de l'impacte filosòfic que van tenir les teories de René Quinton està sintetitzat en la llei de constància general.
La publicació, el 1904, de L'aigua de mar, medi orgànic va ser molt comentada en la premsa del món sencer, molts periodistes van veure en René Quinton un «Darwin francès».
Les teories de Quinton semblaven en principi oposades a les de Lamarck i Darwin. En un enfocament del domini del medi bàsicament evolucionista, les teories de René Quinton traduïen la constant essencial de la vida, la variació animal amb l'objectiu de protegir aquesta constant vital de les variacions del món exterior. Henri Bergson declara no obstant en la seva Evolució creadora que les dues concepcions no són irreconciliables. Poden fins i tot ser complementàries com sintetitza Albert Dastre: «Darwin ens ensenya que l'obediència a la llei d'adaptació regeix les formes animals. Quinton ens ensenya que la resistència a l'adaptació regeix la vida animal. »

## Teràpia

### Introducció
Al segle xix, René Quinton va començar a practicar el seu mètode de tractament en els hospitals de París, abans de la creació de "clíniques marines."
El tractament "Quinton de plasma marí" és la culminació de les teories i experiències pràctiques de la biòloga. El plasma Quinton no es considera una droga en el sentit clàssic.
El rotatiu Francés Intransigeant escrit al segle XX: ""Les investigacions de Pasteur ens van aportar un concepte de la malaltia, les de René Quinton ens aporten una concepció de la salut". Què és el sèrum de Pasteur? És utilitzat particularment contra una malaltia, un sèrum que ataca un microbi i no un altre. Què és l'aigua de mar? Es tracta d'un sèrum que no ataca cap microbi en particular, llevat que li dona a la cèl·lula orgànica la força per lluitar contra tots els microbis que puguin crear un estat de malaltia. "
El plasma marí aporta a l'organisme els elements essencials per a l'activitat cel·lular i reforça el sistema immunològic. En una visió absoluta, el mètode consisteix a substituir, com un aquari, l'"aigua contaminada" del medi intern per aigua de mar saludable, especialment adequat per a la fisiologia cel·lular.

### La història i les indicacions
La teràpia de plasma de Quinton és històricament associada amb malalties més de principis del segle xx, sobretot en el camp pediàtric: el còlera infantum (intoxicació), emaciació, malalties gastrointestinals ...
A la primera meitat del segle xx, molts estudis es duen a terme sobre el tema, incloent els metges Macé, Potocki i Jarricot, aquest últim dedicat principalment a la pediatria.
Més recentment, els experiments de Quinton amb gossos van ser reproduïts amb el mateix èxit el 1969 pels doctors Boudrias i Reynaud del Centre de Recerca Delalande al centre de recerca i el 1974 per un equip de la Universitat de Tenerife amb la participació d'Ángel Gracia.
El plasma Quinton va ser en el diccionari Vidal fins al 1975, amb les següents indicacions:
- Nadons: gastroenteritis, toxicosi, Athrepsia, anorèxia, èczema, el tractament prenatal, prematurs.
- Adults: anèmia, debilitat, esgotament, trastorns de la senectut, els vòmits de l'embaràs, gastroenteritis, restrenyiment, disenteria, Colibacillurie, la tuberculosi pulmonar i esclerosi externa, múltiple.
- Ginecologia: les infeccions i la congestió de l'úter-vaginal.
- O.R.L-oftalmologia: Els refredats, rinitis, sinusitis, els aerosols.
- Dermatologia: èczema, urticària, psoriasi, el prúrigo. Liquen, dermatitis infectada. Al·lèrgies.
- Reconstitució de volum sanguini.
- Reanimació. L'alimentació artificial.
- Canvi favorable al camp.
- Antibiòtics dissolvent.

Les Indicacions del diccionari Vidal reflecteix l'essència dels resultats obtinguts pel sèrum Quinton.
El sèrum de Quinton és també d'interès en els esports. El Dr Marc François Paya, de la Universitat de Montpeller, el 1998 va mostrar que l'administració de l'aigua de mar hipertònica potable entre els ciclistes porta a una millora del rendiment significatiu en les diverses proves físiques.

### Preparació i administració
La preparació del plasma de Quinton respecta un protocol estricte que no és seguit per tots els laboratoris que proveeixen aigua de mar. En aquest protocol, l'aigua s'extreu a 10 m de profunditat en les àrees del vòrtex, es redueix a la isotonicitat i es prepara en un ambient estèril, sense elevació de temperatura i sense contacte amb metalls o processos elèctrics per preservar el seu caràcter de «medi viu ».
Hi ha dues formes del plasma de Quinton, administrades en funció de les patologies. La forma hipertònica és tres vegades més concentrada en minerals i oligoelements que la forma isotònica, la concentració és idèntica al plasma sanguini humà.
La major part de les administracions de plasma de Quinton es realitza per vial oral. També hi ha una forma en esprai per tractar afeccions dermatològiques.
La forma injectable, encara que va tenir resultats significatius, va perdre a França el permís de comercialització el 1982. Aquesta decisió va ser presa per l'aparició d'efectes secundaris en pacients que van ser injectats amb aigua de mar.

## Llegat
André Mahé assenyala les destinacions inverses de Louis Pasteur i de René Quinton. El primer va tenir grans dificultats per convèncer la ciència de les seves idees però finalment va passar a la història mentre que el segon va gaudir immediatament d'un èxit fulgurant però ràpidament va caure en una relativa foscor, tant en el camp de les ciències teòriques (antropologia, biologia) com les pràctiques (medicina).
Les raons d'aquest oblit no estan clares. La medicina s'ha convertit en una ciència microbiològica i de drogues terapèutiques i sembla haver deixat de banda la teràpia marina menys "tangible" i d'una concepión massa general. La mateixa també podria semblar retrògrada dins d'una medicina acadèmica que es va centrar principalment en el progrés tecnològic. La manca d'estudis moderns és un gran obstacle per a qualsevol reconeixement científic de l'eficàcia d'aquest tractament. Actualment la teràpia marina és utilitzada més freqüentment en el marc de les "medicines naturals". Molts metges a França ia l'estranger inclouen el plasma de Quinton en el seu protocol terapèutic.
La naturalesa filosòfica de les concepcions de René Quinton semblen també haver caigut en la indiferència i en l'oblit després de la seva important però curta influència a principis del segle xx.
Existeixen actualment molts llibres consagrats a René Quinton i a la seva teràpia marina. André Mahé, el seu més cèlebre biògraf, publica el 1962 Le Secret de nos origines, un llibre que retrata la vida però sobretot l'obra i els enfocaments de l'investigador.